# Janet.
janet. — пятый студийный альбом американской певицы Джанет Джексон. Выпущен 18 мая 1993 года компанией Virgin Records. Перед выпуском диска, Джексон была в центре торговой войны между крупнейшими лейблами, за право заключить с ней контракт. Её первый лейбл A&M хотел продолжить сотрудничество, в то время как другие компании, в том числе Atlantic, Capitol и Virgin желали переманить её. После личной встречи с владельцем Virgin Ричардом Брэнсоном, она заключила с его лейблом беспрецедентный мульти-миллионный контракт, который сделал её, на тот момент, самым высокооплачиваемым артистом в музыкальном бизнесе.
Из-за того, что вокруг певицы продолжали ходить разговоры, на тему того, что её успех в музыкальной индустрии целиком основан на том, что она является членом семьи Джексонов и на таланте её продюсеров, Джанет приняла решение взять запись альбома под свой контроль. Его название, которое читается как «Джанет, и точка», стало выражением того, что она решила дистанцироваться от своей семьи, полностью убрав в оформлении фамилию Джексон. Она написала все тексты, также став сопродюсером всех песен и соавтором всех аранжировок в альбоме, совместно с её давними партнёрами Джимми Джемом и Терри Льюисом. В то время, как использование современного ритм-н-блюза и рэпа было обычной практикой в её творчестве, на пластинке она расширила перечень музыкальных стилей, добавив в него хип-хоп, оперу, хаус и джаз, полностью отказавшись от индастриал-звучания её предыдущих работ. Несмотря на то, что альбом оказался менее инновационным, чем Janet Jackson's Rhythm Nation 1814 (1989) и Control (1986), рецензии критиков были в основном положительными. В свете того, что Джексон приложила больше усилий в создании песен и в процесс записи, эту работу посчитали более правдивым доказательством независимости исполнительницы, чем Control. Основной темой janet. стали интимные отношения, в диапазоне от любви до секса. Большинство положительных оценок были получены за тексты песен, в которых был отражён женский взгляд на сексуальность, а также на практику безопасного секса.
Альбом дебютировал на первом месте в американском чарте Billboard 200 с самым большим в истории для женщины-исполнительницы тиражом, проданным за первую неделю. Он стал третьим альбомом Джексон, который возглавил чарт, так же достигнув первой позиции в Австралии, Новой Зеландии и Великобритании. Сертифицированный Американской ассоциацией звукозаписывающих компаний как шестикратно платиновый, альбом разошёлся тиражом более двадцати миллионов экземпляров по всему миру и вошёл в список самых продаваемых в мире альбомов. Он также закрепил Джексон в статусах мировой иконы поп-музыки и секс-символа и был помещён Залом славы рок-н-ролла в список двухсот важнейших альбомов всех времён. Из альбома было выпущено шесть синглов, которые попали в топ-10 американского чарта Billboard Hot 100. «That's the Way Love Goes» стал одним из самых успешных синглов Джексон, продержавшись на первом месте Hot 100 восемь недель, а также возглавив чарты Австралии, Канады и Новой Зеландии. Он получил две номинации на премии «Грэмми» 1994 года, выиграв статуэтку за «Лучшую песню в стиле ритм-н-блюз». Баллада «Again» — написанная для фильма «Поэтичная Джастис», — также возглавила Hot 100 и получила номинации на «Золотой глобус» и «Оскар» в категории «Лучшая оригинальная песня, записанная для фильма». Журналисты отмечали, что эротичные клипы Джексон, снятые на песни из альбома, внесли свой вклад в сексуальное раскрепощение женщин. Тур Janet World Tour в поддержку альбома, спонсированный телеканалом MTV, был положительно оценен критиками за убедительные танцевальные номера Джексон и укрепил её репутацию, как одного из самых выдающихся артистов поколения MTV.

## Предыстория

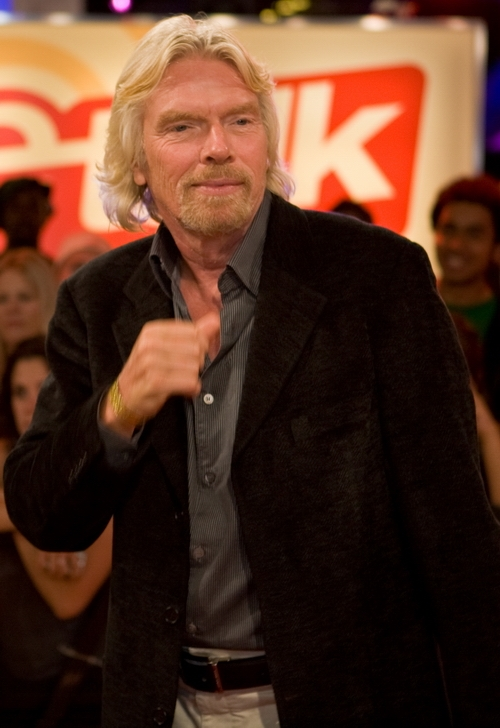
После личной встречи с Ричардом Брэнсоном, Джексон подписала с его лейблом Virgin Records беспрецедентный мультимиллионный контакт.

Весной 1991 года стали появляться слухи о соперничестве между крупнейшими лейблами, за новый, мультимиллионный контракт с Джанет Джексон. Журнал Jet сообщал: «Рекорд-компании готовы заплатить около 50-ти миллионов долларов, чтобы подписать с суперзвездой Джанет Джексон контракт, сделав 24-летнюю певицу/автора песен/танцора/актрису ключевым игроком в одной из самых горячих торговых войн между звукозаписывающими компаниями современности». Журналисты писали, что компании Capitol, Virgin и Atlantic включились в борьбу за контракт с Джексон, в то время, как её прежние договорённости с A&M подходили к концу. В марте она подписала контракт с Virgin. The New York Times объявил: «Джанет Джексон подписала, возможно, самый выгодный контракт в истории звукозаписи. 24-летняя певица, автор песен и актриса подписала эксклюзивный контракт с Virgin Records, о чём было объявлено вчера». Её новое соглашение предусматривало двадцатидвухпроцентные выплаты роялти, в дополнение к беспрецедентному на то время бонусу, за подписание контракта. Чак Филипс из Los Angeles Times писал, что это была самая захватывающая торговая война на его памяти и что «одной из причин этой войны стало то, что, как отмечали многие специалисты индустрии, Джексон, в её 24 года, остаётся относительно свежим лицом на поп-сцене, а её данс-поп стиль идеален для сегодняшнего поп-видео климата». В дополнение к этому, её потенциал стать международной звездой, отмечался как основная мотивация для инвестиций рекорд-компаний. Джеф Эрофф, исполняющий финансовый директор Virgin в США утверждал: «Джанет — звезда мирового уровня и мы прогнозируем, что она станет великой». Владелец Virgin, Ричард Брэнсон, провёл с Джанет личную встречу, чтобы уговорить её на подписание контракта. Он говорил: «Рембрант редко становится доступным… Когда это происходит, есть много людей, которые полны решимости получить его. Я был полон решимости».
Стивен Холден из The New York Times критиковал небывалую цену контракта, посчитав, что это рискованное предприятие для Virgin. Он утверждал, что Джексон — это «продюсерский проект, кто-то, кто обращается к другим людям, которые делают её музыку интересной и трендовой. Она также не имеет собственного лица, как артистически, так и в роли звезды. Так где певицы, навроде мисс Хьюстон и Марайи Кери, показывают всю силу своего голоса, Мисс Джексон демонстрирует вокал, неотличимый от студийных записей». Ричард Бренсон опровергал эти утверждения, говоря, что «Мисс Джексон получила наибольший успех работая с продюсерской командой Джимми Джема и Терри Льюиса, так же, как её брат Майкл Джексон получил наибольший успех с продюсером Куинси Джонсом. Интересно, что Мистер Холден не упомянул эти схожие „обстоятельства“, когда писал о Майкле Джексоне. Говорить, что Джексон зависит от её продюсеров — значит не видеть дальше собственного носа. Она — настоящий талант, независимый ни от кого». Майкл Джексон вскоре побил рекорд его сестры, подписав 60-ти миллионный контракт с Sony Music Entertainment. Оба контракта подверглись серьёзной критике. Los Angeles Times сообщал, что «президент A&M Records, Аль Кафаро, чья компания упустила Джанет Джексон в ожесточённой торговой войне, сказал, что звукозаписывающие компании, возможно, возлагают слишком большие надежды на определённых исполнителей», так как они тратят те свои фонды на Джексонов, которые бы могли запустить карьеры множества неизвестных талантов. Клифф Бёнрстейн из Q-Prime management отмечал, что запросы звёзд с этого момента могут взлететь до небес.

## Концепция
Секс — это не просто пыл и жар, это ещё и природная красота. Это естественная вещь. Он помогает забыться, давать и получать то, что ты хочешь. В годы эпидемии СПИДа, конечно, нужно быть ответственным. Хотя, на психологическом уровне, хороший секс, полностью удовлетворяющий, также связан с потерей самоконтроля, использованием своего тела, чтобы покинуть его. И знаете, в первый раз, я чувствую себя свободной. Я люблю чувствовать себя сексуальной и готова поделиться этим с миром. Для меня, секс стал чудесным праздником, приятной частью творческого процесса.
После того, как она писала песни о независимости на Control и о социальной несправедливости на Rhythm Nation 1814, Джексон захотелось посвятить новый альбом любви и отношениям между людьми. Она описывала тематику нового альбома, как «интимную» и говорила, что «сексуальные отношения встали во главу угла [в альбоме]». В интервью Дэвиду Уайлду из Rolling Stone она утверждала, что «когда я делала Rhythm Nation, я думала о том, как всё это тяжело, регламентировано, всё казалось чёрно-белым… Я подумала, что должна сделать что-то сексуальное — что было для меня трудно, так как я росла сорванцом и не думала о себе в этом ключе. Но, я думаю, этот альбом получился более женским». Джимми Джем говорил, что альбом был абсолютно женским, в противовес её предыдущим записям. «janet. — он о женщине, которая чувствует себя уверенно и сексуально, которая в гармонии со своей женственной стороной», — рассказывал музыкант.
Певица также объясняла, как её эксперимент в кинематографе, а именно, роль в фильме «Поэтичная Джастис», повлиял на её музыку. В разговоре с биографом Дэвидом Ритцом, она говорила, что «Rhythm Nation был непростой работой, а „Поэтичная Джастис“ стал тяжёлым фильмом. Мне захотелось создать что-нибудь более светлое, но такое же смелое… Когда я писала альбом, я всё ещё находилась в поэтическом настроении, вдохновлённом прекрасным языком Майи. Вы можете услышать его влияние в интерлюдиях и, особенно, в песне „New Agenda“. В этот раз я чувствовала себя более свободной в способах самовыражения».

## Название
Несмотря на то, что предыдущие два её альбома получили успех у критики и публики, Джексон продолжала быть объектом сравнения с её братом Майклом, с утверждениями о том, что она не сможет долго продержаться в музыкальной индустрии. Когда Эдна Гендерсон из USA Today спросила её об этом, она отвечала: «некоторые считают, что я выезжаю за счёт своей фамилии… Вот почему в этом альбоме я разместила лишь своё имя и не стала просить моих братьев писать или продюсировать для меня музыку». В Virgin Records объясняли, что название альбома «подчёркивает эту декларацию сильного исполнителя, автора песен и продюсера, смело показавшей эту коллекцию песен о любви, чувствах, силе феминизма и возможностях её саморазвития». Томас Харрис, автор книги Music of the 1990s (2011), писал, что «это сознательное решение было принято компанией и/или Джексон, чтобы вывести её в ранг тех звёзд, которые сами назвали себя одним именем, как например Мадонна, Боно или Принс или, хотя бы, ввести её в ранг тех звёзд, которых публика сама называет по именам, как Уитни, Марайю, Долли или Гарта. Джексон должна была, в итоге, утвердиться, как самостоятельная персона, а не как продукт её семейной фабрики звёзд». Сэл Сингуэмани из Slant Magazine посчитал, что название альбома, в конечном итоге, «объявило о её полной независимости от её патриархальной семьи и сделало артистом собственного имени». В свете того, что альбом стал декларацией её независимости от семьи, его название должно было читаться, как «Джанет, и точка».

## Запись
Запись альбома велась на студии Flyte Tyme в Идайна, штат Миннесота. Все песни, за исключением «What’ll I Do», были написаны и спродюсированы Джанет Джексон, Джимми Джемом и Терри Льюисом. Сведением занимались Стив Ходж и Дейв Редау. Продюсерами «What’ll I Do» выступили Джексон и Джиллибин Джонсон. Эта песня была кавер-версией одноимённой композиции 1967 года, написанной Стиви Купером и Джо Шауеллом. Исполнительница самостоятельно переписала текст песни. Джексон приняла большее участие в разработке звучания альбома, чем в её предыдущих записях. Она объясняла, что «все мои записи являются личными, и этот альбом janet., самая личная запись из всех. Именно по этой причине, мне было важно, на этот раз, написать все тексты и половину мелодий». Джем описывал запись, как «музыкально, более зрелый альбом». Певица рассказывала, что песни писались спонтанно: «Вдохновение приходило самыми разными путями. Например, мы начали писать „The Body That’s Love You“ с небольшого наброска. Я и Джимми смотрели футбол по телевизору, когда он стал наигрывать несколько аккордов и я сказала: „Повтори ещё раз“. Именно с этого мы и начали писать эту песню».
Девид Ритц отмечал, что Джексон и её продюсеры пошли на серьёзный риск, экспериментируя с музыкальными жанрами, которые не были представлены на более ранних записях певицы. Он говорил: «Она пригласила Кэтлин Бэттл и участника группы Public Enemy Chuck D, оперную диву и хардкор рэпера, к сотрудничеству. Двух артистов, которых никак нельзя ассоциировать с Джанет. И тем не менее всё получилось. Помимо звучания Джема и Льюиса, на свет появился распознаваемый продюсерский почерк Джанет Джексон, который оказался бесстрашным к экспериментам и, в некотором роде, даже эксцентричным».
«That’s The Way Love Goes» содержит луп-семпл из песни «Papa Don't Take No Mess», написанной Джеймсом Брауном, Фредом Уисли, Чарльзом Боббитом и Джоном Старком. Песня «Again» изначально была экспериментальной записью, которую написали Джем и Льюис. Несмотря на то, что мелодия понравилась Джексон, трио не рассматривали заготовку, как песню для альбома, до тех пор, пока продюсеры фильма «Поэтичная Джастис» не попросили написать балладу для саундтрека к картине. В итоге, Джексон написала текст на мелодию Джема. Песня была аранжирована Ли Блески и записана в сопровождении участников Оркестра Миннесоты и Камерного оркестра Сент-Пола.

## Релиз и рекламная кампания

### ОбложкаRolling Stone
В сентябре 1993 года, Джексон появилась обнажённой до пояса на обложке журнала Rolling Stone, где её груди были прикрыты руками её тогдашнего мужа Рене Элизондо-мл. Эта фотография, сделанная Патриком Демаршелье, является оригинальной (полной) версией обрезанного изображения, использованного в качестве обложки альбома. В статье журнала, Джексон говорила: «Секс стал важной частью меня несколько лет назад. Но это не было известно публике, до этого момента. Мне пришлось пройти через определённые трудности и отбросить предрассудки, прежде чем почувствовать себя комфортно в своём собственном теле. Слушая мою новую запись, люди интуитивно осознают, как я изменилась». Ритц сравнил изменения, произошедшие с Джанет, с тем что происходило с Марвином Гэем, утверждая: «также, как Гэй прошёл путь от What’s Going On к Let's Get It On, от аскетичности к экстатичности, Джанет, совершенно серьёзная в каждом шаге, как и Марвин, перешла от Rhythm Nation к janet. — её утверждению сексуального раскрепощения». Стив Хокман из The Los Angeles Times писал, что после того, как журнал появился в продаже, публика была заинтригована вопросом, чьи руки прикрывали грудь Джанет на фотографии. Журналист говорил, что источники из Rolling Stone утверждали, что это был парень певицы Рене Елизондо, но и они не были уверены, так как не участвовали в фотосессии. «У нас был шанс сделать фотографию самостоятельно», — говорила Лори Краточвил, директор отдела фотографии журнала, продолжая: «Но они предложили нам эту и изображение оказалось по настоящему впечатляющим. В альбоме вы увидите лицо на передней обложке и туловище и ноги на задней. Нам досталась середина».
Изображение было обрезано для обложки, на которой осталась только верхняя часть с лицом Джанет. В Сингапуре разгорелся скандал, когда цензура запретила использовать полный вариант фотографии. В интервью MTV, Джексон говорила: «Да, я до сих пор не могу понять, почему мужские ладони, сжимающие женскую грудь на фотографии, — оскорбление для всего Сингапура. Представитель моей звукозаписывающей фирмы предложил чиновникам другой вариант обложки, но уже без ладоней. Только оказалось, что и эта фотография приводит в ужас сингапурцев. В конце концов мы сошлись на том, что на обложке будет только моё лицо».
Полная версия стала обложкой лимитированного двух-дискового издания альбома, а также обложкой видео-сборника Janet, выпущенного в конце того же года. Соня Мюррей из The Vancouver Sun позже сообщала: «27-летняя Джексон остаётся несомненно упрочившейся в двух ролях: и образца для подражания, и секс-символа; фото Джексон в Rolling Stone… стало одной из самых узнаваемых и самых осмеиваемых журнальных обложек года». В «Багнет» писали: «„ручной“ бюстгальтер, в котором Джанет Джексон появилась на обложке журнала Rolling Stone в 1993 году, помог ей взметнуться до уровня секс-символа».
Джексон приняла решение, что выпуск альбома не будет сопровождаться усиленной рекламной кампанией. Фил Куартараро, президент Virgin, в статье журнала Billboard говорил, что лейбл решил поддержать исполнительницу в этом решении. «Мы приняли решение, что рекламная кампания будет ненавязчивой. И мы согласились с Джанет, что всё должно вращаться вокруг музыки», — говорил Куартараро. Частью кампании стало желание Джексон укрепить связь с её поклонниками, предпочитающими урбанистическую музыку и, с другой стороны, проложить себе дорогу в поп-мейнстрим. В ночь перед выпуском пластинки, по всей Америке прошли серии музыкальных вечеринок в маленьких, принадлежащих афроамериканцам магазинчиках, где включали песни из нового альбома, а в полночь начались его продажи.

### Синглы
«That’s the Way Love Goes», ведущий сингл альбома, дебютировал в чарте Billboard Hot 100 на четырнадцатой позиции и достиг первого места. Сингл был сертифицирован, как золотой в США, 12 ноября 1993 года. Virgin records предлагали сделать «If» главным синглом, но Джексон, Джем и Льюис отказались. «That’s the Way Love Goes» провёл на первом месте восемь недель, став самым успешным синглом из всех представителей семейства Джексонов. Песня получила номинацию на премию «Грэмми» в категории «Лучшая песня в стиле ритм-н-блюз». «If» был выпущен, как второй сингл и добрался до четвёртой строчки Hot 100, получив золотой сертификат 28 сентября 1993 года. «Again», третий сингл, возглавил Hot 100 11 декабря 1993 года и оставался на первом месте две недели. Он также был сертифицирован, как золотой, а позже, как платиновый 17 декабря 1993 года. Песня получила номинацию на премию «Оскар» в категории «Лучшая оригинальная песня, записанная для фильма». «Because of Love» достиг только десятого места в чарте и не был сертифицирован RIAA. «Any Time, Any Place» достиг второго места в Hot 100 и был сертифицирован, как золотой 11 июля 1994 года. «You Want This», последний коммерческий сингл альбома в США, достиг восьмого места в Hot 100 и получил золотой сертификат 6 декабря 1994 года. Альбом также содержал скрытый трек, «Whoops Now», который был выпущен синглом в некоторых странах в 1995 году.

### Международный тур
В поддержку альбома было организовано второе мировое турне певицы под названием Janet World Tour. Костюмы и аксессуары для тура были разработаны стилистом Таней Джилл, с одеждой «в диапазоне от окантированных жакетов с похожими на мокасины сапогами на высоких каблуках до костюмов с длинным пиджаком и узкими брюками и цилиндрами и более подходящих для циркового манежа бюстье». Так как для шоу было необходимо изготовить более 100 костюмов, Хелен Хайат, руководитель швейного производства, собрала команду из пятидесяти производителей костюмов. Первый концерт тура прошёл 24 ноября 1993 года, в Цинциннати, штат Огайо. Джексон провела серию из четырёх выступлений в нью-йоркском Медисон-сквер-гарден, которая стартовала 17 декабря 1993 года и завершилась концертом в канун нового года. Майкл Снайдер из San Francisco Chronicle назвал выступление Джексон на сцене San Jose Arena, в феврале 1994, стирающим границу между «поп-концертами стадионного масштаба и полноценными театральными феериями».

Длившееся час и 45 минут выступление, переполненное хореографией, с двумя спокойными номерами для «слёз», переполненными обожанием аудитории и хитроумным номером, где певица выбирала человека из первых рядов и исполняла перед ним оду страсти «Any Time, Any Place», — напомнило о блистающих ревью Вегаса или телевизионных эстрадных представлениях.— Майкл Снайдер для San Francisco Chronicle
Выступления артистки также получили негативные оценки. Рене Грэхам из The Boston Globe писал, что её шоу в Great Woods Center, 20 июня 1994 года, показало ограниченность её вокальных данных, в то время, как «череда смены костюмов, пиротехники и танцев затмили её чудесную, состоящую из семи музыкантов, группу и трёх бэк-вокалистов». Автор посчитал, что Джексон оказалась более хорошим исполнителем и эстрадным артистом, чем вокалистом. В то же время, Стив Пик из St. Louis Post-Dispatch, писал, что выступление Джексон в Riverport Amphitheatre 12 июля 1994 года, сделало хиты из альбома Janet. более интересным из-за её «невероятного сценического образа».

## Реакция критики
| Оценки критиков         | Оценки критиков |
| Источник                | Оценка          |
| ----------------------- | --------------- |
| Allmusic                | [ 42 ]          |
| Billboard               | (положительная) |
| Los Angeles Times       | [ 44 ]          |
| The New York Times      | (смешанная)     |
| Rolling Stone           | [ 46 ]          |
| San Francisco Chronicle | (положительная) |
| Slant Magazine          | [ 48 ]          |
| Time                    | (смешанная)     |
| The Times               | (отрицательная) |
| The Village Voice       | A−              |

В журнале Rolling Stone писали: «Поскольку она принцесса американской чёрной королевской семьи, то всё, что Джанет Джексон делает — важно. Будь то самоутверждение в контексте собственной жизни, как в альбоме Control (1986), или принятие на себя командования танцевальной армией ритма в борьбе с социальными проблемами (Rhythm Nation 1814, в 1989 году), она продолжает влиять на людей. И когда она даёт знать о своей сексуальной зрелости, как это происходит в её новом альбоме Janet., то это культурный феномен». Утверждая, что альбом должен принести ей успех у критиков, в журнале закончили свою рецензию словами: «[Джексон] объявила о своей сексуальной зрелости и при этом умудрилась не потерять ни одной блёстки из своей сияющей короны. Джанет стала олицетворением победы для темнокожих женщин, их друзей, любовников и детей». Роберт Кристгау из The Village Voice дал альбому высокую оценку, положительно оценив его тематику, посвящённую сексу. Он посчитал, что «это достижение для Джанет, и точка — а те, кто несогласен, должны прислать мне имя той горячей участницы S.O.S. Band, о которой они только и думают. Нос у неё лучше, чем у Майкла, пупок лучше, чем у Мадонны и секс получился лучше, чем у обоих». В журнале Billboard дали позитивную оценку, утверждая, что «обречённый быть мгновенным хитом, последний [альбом] Мисс Джексон представляет собой гламурный ассортимент музыкальных стилей — поп- и танцевальной музыки, ритм-н-блюза, рока, джаза и рэпа, — каждый из которых исполнен с непревзойдённым мастерством и страстью».
Майкл Снайдер из San Francisco Chronicle восторженно описывал альбом, утверждая, что «этот 75-ти-минутный опус, её первая работа по сверхприбыльной сделке с лейблом Virgin, может стать самым заметным альбомом 90-х… будучи шёлковым путём соула, отражающим путешествие одной женщины к эмоциональному и сексуальному удовлетворению». Кэролин Салливан из The Guardian назвала альбом «пышной коллекцией хауса, соула и попа, лучшей в её карьере на сегодня». Роберт Джонсон из San Antonio Express-News похвалил Джексон и её продюсеров за смену музыкального стиля. Он писал: «Под огромным эмоциональным прессом от её сорока-миллионного контракта с Virgin Records, Джексон должна была создать что-то действительно впечатляющее, что могло бы сделать акцент только на её имени во всём мире… [janet.] не совершенен, но его оказалось достаточно, чтобы сделать из неё Королеву поп-музыки». Стив Пик из St. Louis Post-Dispatch писал, что несмотря на то, что Джексон сложно назвать великой певицей или автором песен, но она, тем не менее, «сама создала из себя неповторимую личность. Лишь часть её составила сексуальная привлекательность и, скорее всего, это просто лёгкий способ добиться или получить внимание [публики]». Джон Маки из The Vancouver Sun посчитал, что альбом показал «невероятный стиль» Джанет, утверждая, что диск — это «лучший коммерческий альбом в этом году, альбом, который вполне может помочь ей обойти оступившуюся Мадонну в качестве Королевы чартов. И чёрт возьми, она даже может обойти Майкла».
Джей Кокс из журнала Time дал смешанную оценку, утверждая, что «несмотря на всю его дерзость, есть что-то сдерживающее, осторожное в этом альбоме: ритмы слишком академичны и перепродюсированы, сексуальность кажется слегла вымученной. Это всё вызывает чувство, как если бы Джексон, понимая, что это станет её главной работой в рамках нового, $ 40 млн контракта, чувствовала себя отягощенной бременем оправдать возложенные на неё надежды. Однако, когда она выходит за рамки, как в „What’ll I Do“, отличном, в стиле соула 60-х номере, становится совершенно ясно, что Джексон ничего не надо доказывать, в том числе и себе». Джон Парелес из The New York Times сопоставил Джексон с Мадонной и её братом Майклом, утверждая, что "настоящая сила Джексон, поддерживаемая Джемом и Льюисом, в том, как она накладывает поп-мелодии на танцевальные ритмы. Не так хорошо, как Мадонна, но всё же эффективно; команда Джексон явно слушала конкурентов. «Justify My Love» Мадонны отдаётся эхом в «That’s the Way Love Goes», а «If» подражает „Why You Wanna Trip on Me“ Майкла Джексона, с его визжащей гитарой и речитативными куплетами переходящими в сладкую мелодию". Журналист пришёл к выводу, что несмотря на все его недостатки, «этот альбом не о том, как быть настоящим; он о том, как оставаться целостным и изобретательным, давая публике то, что она может воспринять. Для суперзвезды, Джексон слишком заурядна, но свою работу она выполняет хорошо».
Крис Уилман из Los Angeles Times дал негативную оценку альбому. Несмотря на то, что концепция, основанная на сексуальных отношениях, являлась распространённой в поп-музыке, Уилман посчитал, что единственной причиной по которой альбом сможет вызвать реакцию в обществе — распространённый стереотип об очень консервативном имидже Джексон. Автор писал: «Так и будет. Первый, за четыре года молчания, альбом Джексон будет долго пребывать на первых местах в чартах, но не потому что он великолепен, а лишь по причине его позиционирования, как афродизиака». Дэвид Брауни из Entertainment Weekly утверждал, что «если бы музыкальное разнообразие и смелые тексты песен были всем что требуется, janet. мог бы сдать экзамен на проверку. Но альбом должен был многое доказать. Он стал первой работой в рамках её $ 40-миллионного контракта с Virgin и его название — которое должно читаться, как „Джанет, и точка“, — подразумевалось, как декларация независимости от её чудаковатых родственников… Она по прежнему звучит, как молодая женщина, из семьи, где доминируют мужчины и пытающаяся найти самобытный стиль и собственный голос. В основном, однако, janet. звучит, как полный бардак — и точка». Дэвид Синклер из The Times писал, в жарком климате пост-Мадонновских 1990-х годов, Джексон, как и многие её современники, суперзвёзды, проявила тенденцию к тому, чтобы путать секс и любовь. В опросе американских критиков Pazz & Jop песни «That’s the Way Love Goes» и «If» были представлены в списке лучших синглов за 1993 год, заняв 13-е и 24-е места соответственно.
Джексон получила пять номинаций на American Music Awards 1994 года: «Лучшая поп/рок исполнительница», «Лучшая соул/ритм-н-блюз исполнительница», «Лучший поп/рок альбом» и «Лучший соул/ритм-н-блюз альбом» за janet. и «Лучший соул/ритм-н-блюз сингл» за «That’s the Way Love Goes». На Soul Train Music Awards 1994 года Джексон получила четыре номинации: «R&B/Соул песня года» и «Лучший женский сингл в стиле ритм-н-блюз» (за «That’s The Way Love Goes»), «Лучшее музыкальное видео» (за «If») и «Лучший женский альбом в стиле ритм-н-блюз». В итоге, певица получила награду за лучшее видео. В том же году, она получила две номинации на премию «Грэмми» — «Лучшее женское исполнение в стиле ритм-н-блюз» и «Лучшая песня в стиле ритм-н-блюз» за «That’s The Way Love Goes», — выиграв в последней номинации. Некоторые критики посчитали, что она была несправедливо проигнорирована в трёх главных номинациях: «Запись года», «Песня года» и «Альбом года». Грэг Кот из Chicago Tribune писал, что «Джексон опять было отказано в номинации на альбом года, хотя janet. (Virgin) был в топ-10 [чартов] со времени его выпуска прошлой весной и получил успех у критиков». Он добавлял, что «такой недосмотр вдвойне досаден, так как [Джексон] — в сотрудничестве с… Джимми Джемом и Терри Льюисом, — не просто мультиплатиновая поп-певица, а артист, который изменил звучание и видение ритм-н-блюза за последние десять лет». Кот обвинил в недосмотре тот факт, что многие были уверены в том, что она зависит от своих продюсеров и считал такое мнение ошибочным. Джимми Джем также говорил: «Конечно легко заявлять, что её первые два альбома, до встречи с нами, были провальными и когда она встретила нас, то сразу стала успешной… но Control стал её первой работой, где она действительно выразила себя. Я думаю это также важно, как и тот факт, что мы (Джем и Льюис) спродюсировали его».
Поздние рецензии были в основном положительными. Сэл Синкуэмани из Slant Magazine отмечал, что альбом «был в авангарде невероятно популярного тренда 90-х, который заключался в семплировании, в то время, как одна песня могла строиться сразу на трёх разных семплах. Некоторые из них отлично вписывались в смысловом плане и украшали звуковую картину, как это было с „Kool It (Here Comes the Fuzz)“ группы Kool & the Gang и „Superwoman, Where Were You When I Needed You“ Стиви Уандера в песне „New Agenda“ или добавляли красивую оркестровку, как „Someday We'll Be Together“ группы Diana Ross & the Supremes в композиции „If“…». Отмечая большой стилистический разброс в альбоме, он писал: «Будучи матерью эклектичных, жанрово-разнообразных записей Кристины Агилеры, Гвен Стефани и Фёрджи, janet. включал нью-джек-свинг, хаус, поп, рок, хип-хоп, джаз и даже оперу, но такое стилистическое разнообразие альбома является его достоинством не в первую очередь… Джанет никогда не была прямолинейна и janet. стал ещё и феминистским заявлением, в чём можно быть уверенным». Алекс Хендерсон из Allmusic дал позитивную рецензию, написав, что «ожидания всех тех людей, кто предполагал, что Джексон сможет переплюнуть Rhythm Nation — венец её карьеры и слишком сложный образец для повторения, — были абсолютно нереальны. Но на janet., она респектабельно сделала попытку, и пусть [этот альбом] не так хорош, как Control или Nation, у него есть много сильных сторон»

## Коммерческий успех
Janet. дебютировал на первом месте в чартах Billboard 200 и Top R&B/Hip-Hop Albums. Это был первый случай, когда исполнительница дебютировала на первом месте, с момента начала эры подсчётов продаж через систему SoundScan. Дебют также ознаменовался самыми большими в истории продажами для женщин-исполнителей, в то время как альбом разошёлся тиражом в 350 тысяч экземпляров за одну неделю. Альбом также показал большой успех по всему миру, дебютировав на первом месте в Великобритании, Новой Зеландии, и Австралии. Он также дебютировал в топ-10 чартов Швеции, Нидерландов, Канады (с продажами в 65 тысяч экземпляров) и Швейцарии.
Альбом был сертифицирован как золотой Американской ассоциацией звукозаписывающих компаний 8 августа 1993 года за 500 тысяч отгруженных в магазины США экземпляров. В тот же день сертификация увеличилась до трижды платиновой за 3 миллиона экземпляров. 17 ноября 1993 года Janet. получил четырежды платиновый сертификат и позже, 17 декабря 1993, был сертифицирован, как пятикратно платиновый. В следующем году, 16 апреля 1994, альбом стал шестикратно платиновым. В других странах, альбом стал дважды золотым в Финляндии, дважды платиновым в Великобритании и золотым в Норвегии.
С момента релиза продажи Janet. в США составили 7 миллионов 10 тысяч экземпляров, по информации Nielsen SoundScan. Мировые продажи превысили 20 миллионов экземпляров. Таким образом, альбом вошёл в список самых продаваемых в мире альбомов и стал самой успешной работой Джексон.

## Влияние на популярную культуру
Несмотря на то, что Джексон приобрела статус суперзвезды в США, в остальном мире ей не удалось достичь таких же успехов. По утверждениям Нэйси Берри, вице-президента Virgin Records, janet. стал первым альбомом, для которого лейбл «централизованно планировал и разрабатывал кампанию в мировом масштабе», которая в итоге помогла получить исполнительнице международное признание. Знаменитый многомиллионный контракт сделал её самой высокооплачиваемой артисткой в истории, до того момента, как её брат Майкл не продлил его договорённости с Sony Music Entertainment всего лишь через несколько дней после этого. Соня Мерри отмечала, что она «оставалась самой высокооплачиваемой исполнительницей в поп-музыке… вихрем моды и индивидуальности, хитро упакованным в музыкальную обёртку, с которой могут соперничать только Мадонна и Уитни Хьюстон в сегодняшнем поп-пантеоне». Джеймс Роберт Периш, автор книги Today’s Black Hollywood (1995), писал: «Она получила статус Королевы поп-музыки наших дней, когда, не так давно, заключила $35-$40 миллионный контракт с Virgin Records». Музыкальный критик Нельсон Джордж отмечал, что несмотря на то, что превзойти Майкла было невозможно, Джанет несомненно достигла культового статуса. Он объяснял: «То что работало на Майкла 10 лет назад, сегодня работает на неё… очевидно, что Майкл был голосом 80-х, который рос вместе с ним со времён Мотоуна. А с такими темами (независимость, общественное самосознание и, с недавних пор, ответственный подход к сексуальности), которые она адресует в своих альбомах и популярностью, которой она наслаждается, она вполне может стать голосом 90-х. Я вижу как пролегли параллели». В материале журнала Rolling Stone The '90s: The Inside Stories from the Decade That Rocked (2010) документировалось, что Джексон развивалась по мере выпуска каждого нового альбома и что с janet., «использующим соул, рок и танцевальные элементы, а также вокал от оперной дивы Кэтлин Беттл, [она] представила свою музыкально самую амбициозную запись, записанную, как всегда, под руководством продюсеров Джимми Джема и Терри Льюиса». Ричард Джей Рипани, автор The New Blue Music: Changes in Rhythm & Blues, 1950—1999 (2006), отмечал, что она помогла инкорпорировать рэп в мейнстрим ритм-н-блюза, наряду с некоторыми другими артистами, и в итоге «рэп-музыка перестала быть непонятной для многих слушателей ритм-н-блюза, потому что многие её черты они слышали в песнях таких мейнстримовых артистов, как Джанет Джексон, Мэри Джей Блайдж, Кейт Свит и др.». В журнале Vibe писали, что «ритм-н-блюз был на подъёме в 1993 году. В этом году Джанет Джексон, в 27 лет, возглавляла чарты поп-альбомов журнала Billboard в течение шести летних недель подряд, с её положительно оценённым критикой, шесть-раз-платиновым альбомом janet.». Диск вошёл в пятёрку альбомов, которые, за всю историю Billboard 200 — наряду с Whitney Уитни Хьюстон (1987), Feels Like Home Норы Джонс (2004), Fearless Тейлор Свифт (2008) и I Dreamed a Dream Сьюзан Бойл (2009), — смогли дебютировать на первом месте и оставаться на вершине чарта минимум шесть недель подряд. Он также входит в число тех семи альбомов — наряду с Thriller (1982) и Bad Майкла Джексона (1987), Born in the U.S.A. Брюса Спрингстина (1984), Faith Джорджа Майкла (1987), Janet Jackson’s Rhythm Nation 1814 (1989) и Teenage Dream Кэти Перри (2010), — минимум шесть синглов которого попали в Топ-10 американского чарта Hot 100. Журнал Jet сообщал, что когда сингл «You Want This» попал в топ-10 американского чарта и был сертифицирован как золотой, Джексон установила рекорд для женщин-исполнительниц, с самым большим числом синглов сертифицированных в США — пятнадцать её песен получили золотой статус.
Выпуск janet. ознаменовал трансформацию имиджа исполнительницы от ролевой модели поведения для подростков к секс-символу среди взрослых. В книге You’ve Come A Long Way, Baby: Women, Politics, and Popular Culture (1996), Лилли Джей Горен писал, что «[Её] альбом janet. 1993 года ушёл в сторону от политической тематики в текстах к песням, посвящённым любви и сексу — текстам которые выгодно оттеняли её свежий, сексуальный, позволяющий больше оголённого тела имидж, который был презентован в видеоклипах на MTV. Эволюция Джексон от музыканта с политическим сознанием к сексуальной диве отразила тенденцию в обществе и музыкальной индустрии к поощрению данс-рок див, которая развивалась и дальше». Журналист Эдна Гандерсон писала: «Женщина, чья фигура как песочные часы и чувственные позы сделали её царящей сексуальной кошечкой MTV — сегодня это олицетворение здоровой красоты». Профессор и исследователь общества Камила Паглия говорила: «Уникальная личность Джанет сочетает в себе смелую, дерзкую силу со спокойствием деликатности и тайной женственности. Её недавняя музыка — это и молнии и лунное сияние». Музыкальные видео певицы привели к сексуальному раскрепощению среди молодых женщин и Джин Эм Твенге, автор Generation Me: Why Today’s Young Americans are More Confident, Assertive, Entitled—and More Miserable Than Ever Before (2007), писал: «Согласно исследованиям Альфреда Кинси в 1950-х годах только 3 % молодых женщин получали оральные ласки от мужчин. Однако, к середине 1990-х, 75 % женщин в возрасте от 18 до 24 лет экспериментировали с практикой куннилингуса. Музыкальные видео некоторых исполнительниц внесли в это свой вклад, например Мэри Джей Блайдж и Джанет Джексон делали откровенные отсылки на исполняемый мужчинами оральный секс в клипах, когда надавливали на голову мужчин, пока они не становились в нужную позицию». Разделяя это мнение, Пола Камен в книге Her Way: Young Women Remake the Sexual Revolution (2000) утверждала, что «чуть раньше середины 1990-х, оральный секс достиг даже музыкального мейнстрима, как политический запрос по-настоящему освобождённых женщин» и отмечала TLC, Мэри Джей Блайдж и Джанет Джексон, как примеры тех исполнительниц, которые активно симулировали куннилингус в их музыкальных видео. В Rolling Stone писали, что «она [Джексон] праздновала своё перерождение в воплощение эротики… [раскрывая глаза] молодым женщинам на то, каким способом достичь сексуальной свободы и показывая её достоинства, как уметь приготовить пирожок и как его съесть». В поп-музыке 1993 года, она была признана «Лучшей исполнительницей» и «Секс символом» по версии журнала Rolling Stone. Горен добавлял, что представительницы последующего поколения поп-звёзд, такие как Бритни Спирс, Кристина Агилера и P!nk, вслед за Джексон, стали опираться на имидж, сексуальность и хореографию также сильно, как и на музыкальный талант.

## Награды и рейтинги
| Организация           | Страна | Награда/Рейтинг                                                                   | Год  | Источник |
| --------------------- | ------ | --------------------------------------------------------------------------------- | ---- | -------- |
| «Грэмми»              | США    | «Награда Грэмми за лучшую песню в стиле ритм-н-блюз» («That’s The Way Love Goes») | 1994 | [ 60 ]   |
| Зал славы рок-н-ролла | США    | «The Definitive 200: 200 главных альбомов всех времён» (86 место)                 | 2007 | [ 90 ]   |
| Rolling Stone         | США    | «Сто величайших альбомов девяностых» (58 место)                                   | 2010 | [ 91 ]   |
| Slant Magazine        | США    | «Лучшие альбомы 90-х» (78 место)                                                  | 2011 | [ 92 ]   |

## Список композиций
Авторами и продюсерами всех песен, за исключением отмеченных, выступили Джанет Джексон, Джимми Джем и Терри Льюис.
| №   | Название                                                                                            | Длительность |
| --- | --------------------------------------------------------------------------------------------------- | ------------ |
| 1.  | «Morning»                                                                                           | 0:31         |
| 2.  | «That's the Way Love Goes»                                                                          | 4:24         |
| 3.  | «You Know…»                                                                                         | 0:12         |
| 4.  | «You Want This»                                                                                     | 5:05         |
| 5.  | «Be a Good Boy…»                                                                                    | 0:07         |
| 6.  | «If»                                                                                                | 4:31         |
| 7.  | «Back»                                                                                              | 0:08         |
| 8.  | «This Time» (включает сопрано Кэтлин Бэттл)                                                         | 6:58         |
| 9.  | «Go On Miss Janet»                                                                                  | 0:05         |
| 10. | «Throb»                                                                                             | 4:33         |
| 11. | «What'll I Do» (авторы: Джексон, Стив Круппер и Джо Шауэлл; продюсеры: Джексон и Джиллибин Джонсон) | 4:05         |
| 12. | «The Lounge»                                                                                        | 0:15         |
| 13. | «Funky Big Band»                                                                                    | 5:22         |
| 14. | «Racism»                                                                                            | 0:08         |
| 15. | «New Agenda» (включает рэп-куплеты от Chuck D)                                                      | 4:00         |
| 16. | «Love Pt. 2»                                                                                        | 0:11         |
| 17. | «Because of Love»                                                                                   | 4:20         |
| 18. | «Wind»                                                                                              | 0:11         |
| 19. | «Again»                                                                                             | 3:46         |
| 20. | «Another Lover»                                                                                     | 0:11         |
| 21. | «Where Are You Now»                                                                                 | 5:47         |
| 22. | «Hold On Baby»                                                                                      | 0:12         |
| 23. | «The Body That Loves You»                                                                           | 5:32         |
| 24. | «Rain»                                                                                              | 0:18         |
| 25. | «Any Time, Any Place»                                                                               | 7:08         |
| 26. | «Are You Still Up»                                                                                  | 1:36         |
| 27. | «Sweet Dreams» (включает скрытый трек «Whoops Now», звучащий с 1:04) (написан Джексон)              | 5:31         |

| №  | Название                                       | Длительность |
| -- | ---------------------------------------------- | ------------ |
| 1. | «One More Chance» (написан Рэнди Джексоном)    | 5:54         |
| 2. | «Again» (Пианино/Вокал)                        | 5:31         |
| 3. | «And On and On»                                | 4:49         |
| 4. | «70's Love Groove» (продюсеры: Харрис и Льюис) | 5:45         |
| 5. | «Throb» (David Morales Legendary Club Mix)     | 9:00         |

| №  | Название                                                          | Длительность |
| -- | ----------------------------------------------------------------- | ------------ |
| 1. | «That's the Way Love Goes/If» (Medley, Live at the 1993 MTV VMAs) | 5:48         |
| 2. | «That's the Way Love Goes» (We Aimsta Win Mix)                    | 5:41         |
| 3. | «Again» (French Version)                                          | 3:53         |
| 4. | «If» (Brothers in Rhythm Swing Yo Pants Mix)                      | 6:21         |
| 5. | «One More Chance»                                                 | 5:55         |
| 6. | «That's the Way Love Goes» (CJ's R&B 12" Mix)                     | 6:19         |
| 7. | «If» (Todd Terry's Janet's Jeep Mix)                              | 6:28         |
| 8. | «Again» (Пианино/Вокал)                                           | 3:48         |

| №  | Название                                                                                            | Длительность |
| -- | --------------------------------------------------------------------------------------------------- | ------------ |
| 1. | «One More Chance» (Би-сайд к синглу «If», является кавер-версией песни, написанной Рэнди Джексоном) | 5:54         |
| 2. | «And on and On» (Би-сайд к синглу «Any Time, Any Place»)                                            | 4:50         |
| 3. | «70's Love Groove» (Би-сайд к синглу «You Want This»)                                               | 5:47         |

Использованные семплы
- «That’s the Way Love Goes» включает семпл из «Papa Don't Take No Mess»[англ.] Джеймса Брауна.
- «You Want This» включает семплы из «Love Child»[англ.] группы Diana Ross & the Supremes и «Jungle Boogie»[англ.] группы Kool & the Gang.
- «If» включает семпл из «Someday We'll Be Together» группы Diana Ross & the Supremes.
- «New Agenda» включает семплы из «School Boy Crush»[англ.] группы Average White Band, «Kool It (Here Comes the Fuzz)» группы Kool & the Gang и «Superwoman (Where Were You When I Needed You)»[англ.] Стиви Уандера.

## Участники записи
| - (Ex) Cat Heads — рэп - Элис Превес — альт - Энн Несби — бэк-вокал - Берни Эдстром — аранжировка горна, труба - Кэролин Доус — скрипка - Селин Литер — скрипка - Chuck D — рэп - Кори Коттон — бэк-вокал - Дарья Тедеши — скрипка - Дейв Карр — флейта - Девид Барри — гитара - Девид Буллок — скрипка - Девид Силенд — альт-саксофон - Девид Иланд — альт-саксофон - Девид Ридеау — сведение - Френк Стрибблин — гитара - Гэри Рейнор — бас - Хенли Доус — скрипка - Джамесия Беннетт — бэк-вокал - Джанет Джексон — продюсер, вокал, бэк-вокал - Джин Крикориан — оформление - Джефф Готтвиг — кларнет, труба - Джефф Тейлор — бас, вокал - Джиллибин Джонсон — продюсер - Джимми Джем — клавишные, продюсер, вокал | - Джеймс «Биг Джим» Врайт — клавишные, вокал - Джосси Харрис — речитатив - Кэтлин Бэттл — вокал - Кен Холман — кларнет, тенор-саксофон - Kool & the Gang - Лора Превес — фагот - Лоуренс Уэдделл — хаммонд-орган - Ли Блески — оркестровка - Лен Пелтиер — креативный директор, оформление - Мэри Грехам — бэк-вокал - Марк Хейнс — бас, программирование ударных, программинг - Мерели Клемп — рожок - Майк Собески — скрипа - Патрик Демаршелье — фотограф - Роберт Хеллгримсон — альт-саксофон, труба - Стив Ходж — сведение - Стив Райт — труба - Стивен Пикал — тромбон - Стокли — ударные - Тамас Страссер — альт - Терри Льюис — продюсер - The Average White Band - Тина Лендон — речитатив - Том Корнекер — скрипка |  |

## Чарты и сертификации
| Чарт (1993/1994/1995)                 | Высшая позиция |
| ------------------------------------- | -------------- |
| Australian ARIA Albums Chart          | 1              |
| Austrian Albums Chart                 | 45             |
| Belgian Ultratop 50 Albums (Wallonia) | 44             |
| Canadian Albums Chart                 | 4              |
| Dutch Albums Chart                    | 4              |
| Hungarian Albums Chart                | 23             |
| Japanese Albums Chart                 | 5              |
| New Zealand Albums Chart              | 1              |
| Norwergian Albums Chart               | 11             |
| Swedish Albums Chart                  | 5              |
| Swiss Albums Chart                    | 10             |
| UK Albums Chart                       | 1              |
| Billboard 200                         | 1              |
| Billboard Top R&B/Hip-Hop Albums      | 1              |
| Billboard Catalog Albums              | 35             |

| Страна         | Сертифицирующая организация | Сертификация  |
| -------------- | --------------------------- | ------------- |
| Австралия      | ARIA                        | 2× платиновый |
| Великобритания | BPI                         | 2× платиновый |
| Германия       | IFPI                        | Золотой       |
| Канада         | CRIA                        | 3× платиновый |
| Нидерланды     | NVPI                        | Золотой       |
| Новая Зеландия | RIANZ                       | Платиновый    |
| Норвегия       | IFPI                        | Золотой       |
| США            | RIAA                        | 6× платиновый |
| Финляндия      | CAPIF                       | 2× золотой    |
| Франция        | SNEP                        | 2× золотой    |
| Швеция         | IFPI                        | Золотой       |
| Швейцария      | IFPI                        | Золотой       |
| Япония         | RIAJ                        | 2× платиновый |

| Чарт (1993)             | Место |
| ----------------------- | ----- |
| Australian Albums Chart | 25    |
| Swiss Albums Chart      | 31    |
| Чарт (1994)             | Место |
| Canadian Albums Chart   | 54    |
| Billboard 200           | 8     |

| Чарт (1990—1999) | Место |
| ---------------- | ----- |
| Billboard 200    | 31    |